# Корина Кунле
Корина Кунле (Беч, 4. јул 1987) је аустријска слалом кајакашица, која се такмичи од почетка 2000. године у кајаку једноседу.
У својој досадашњој каријери била је два пута светска првакиња 2010. у Тацену у Словенији и 2011. у Братислави. Године 2003. у Перту била је трећа у екипној конкуренцији. 
На Европским првенствима освојила је две сребрне и једну бронзану медаљу, једну сребрну појединачно и остале две екипно.
Учествовала је на Летњим олимпијским играма 2012. у Лондону и у веома јакој конкуренцији заузела 8. место.